# Yemas Bravas
Yemas Bravas es una variedad cultivar de ciruelo (Prunus domestica), de las denominadas ciruelas europeas,
una variedad de ciruela oriunda de la comunidad autónoma de Galicia, Negreira (La Coruña). Las frutas tienen un tamaño muy pequeño, color de piel amarillo yema o calabaza, uniforme, y pulpa de color exacto a la epidermis, con una textura blanda, y sabor jugoso.

## Historia
'Yemas Bravas' variedad de ciruela local cuyos orígenes se sitúan en la comunidad autónoma de Galicia, en la zona de la localidad de Negreira (La Coruña).
'Yemas Bravas' está cultivada en el banco de germoplasma de cultivos vivos de la Estación experimental Aula Dei de Zaragoza. Está considerada incluida en las variedades locales autóctonas muy antiguas, cuyo cultivo se centraba en comarcas muy definidas, que se caracterizan por su buena adaptación a sus ecosistemas, y podrían tener interés genético en virtud de su características organolepticas y resistencia a enfermedades, con vista a mejorar a otras variedades.

## Características
'Yemas Bravas' árbol de porte extenso, vigoroso, erguido, muy fértil y resistente. Las flores deben aclararse mucho para que los frutos alcancen un calibre más grueso. Tiene un tiempo de floración que comienza a partir del 16 de abril con el 10% de floración, para el 20 de abril tiene una floración completa (80%), y para el 29 de abril tiene un 90% de caída de pétalos.
'Yemas Bravas' tiene una talla de tamaño muy pequeño, de forma oval, ligeramente asimétrica, con anchura máxima ligeramente por debajo de la línea media, presentando sutura casi imperceptible, con la línea transparente continua, superficial en toda su extensión;epidermis tiene una piel fina, lisa, brillante, no puede apreciarse si tenía pruina, con color amarillo yema o calabaza, uniforme, presentando un punteado menudo, amarillo blanquecino, muy abundante, sobre todo en la zona pistilar; Pedúnculo corto, fino, leñoso, sin pubescencia, ubicado en una cavidad del pedúnculo estrechísima y casi superficial, muy ligeramente rebajada en la sutura;pulpa de color exacto a la epidermis, con una textura blanda, y sabor jugoso.
Hueso libre, muy pequeño, oval, con surcos finos pero bien marcados, superficie semi-lisa.
Su tiempo de recogida de cosecha se inicia en su maduración en la primera decena de junio.

## Usos
La ciruela 'Yemas Bravas' debido a su tamaño pequeño, y a su sabor poco dulce, soso e insípido se utiliza en preparados culinarios o se transforma en mermeladas, almíbar de frutas o compotas para su mejor aprovechamiento.

## Cultivo
Autofértil, es una muy buena variedad polinizadora de todos los demás ciruelos.